# 1818 na ciência

## Nascimentos
| Data           | Nome                 | Profissão | Nacionalidade                         | Observações                                   | Ref         |
| -------------- | -------------------- | --------- | ------------------------------------- | --------------------------------------------- | ----------- |
| 24 de dezembro | James Prescott Joule | físico    | Reino Unido da Grã-Bretanha e Irlanda | m. 1889 Medalha Real 1852 Medalha Copley 1870 | [ 1 ] [ 2 ] |

## Mortes
| Data | Nome | Profissão | Nacionalidade | Observações | Ref |
| ---- | ---- | --------- | ------------- | ----------- | --- |

## Prémios
Medalha Copley
- Robert Seppings[2]